# سهولة الوصول
سهولة الوصول أو إمكانية الزيارة أو قابلية الزيارة هي نهج تصميمي للمساكن الجديدة بحيث يمكن لأي شخص يستخدم كرسيًا متحركًا أو جهازًا آخر للتنقل أن يزور المنزل. تتطلب الزيارة الاجتماعية القدرة على الدخول إلى المنزل، والمرور عبر الأبواب الداخلية، والدخول إلى الحمام لاستخدام المرحاض. تركز قابلية الزيارة على ميزات محددة من منظور الإصلاح الاجتماعي، وتقاوم العزلة الاجتماعية.

## الوصف
غالبًا ما تحتوي المنازل الجديدة على نفس العوائق الرئيسية الموجودة في المنازل القديمة: درجات عند كل مدخل وأبواب داخلية ضيقة، ويكون باب الحمام عادةً أضيق باب في المنزل. يريد مؤيدو سهولة الوصول تغيير ممارسات البناء بحيث تحتوي جميع المنازل الجديدة تقريبًا، سواء كانت مخصصة للأشخاص ذوي الإعاقات الحركية أم لا، على ثلاث ميزات وصول محددة تجعل من الممكن لمعظم الناس زيارتها:
1. مدخل واحد على الأقل بدون درجات على طريق يمكن الوصول إليه من ممر السيارة أو الرصيف العام.
2. يجب أن تكون جميع الأبواب الداخلية واسعة بما يكفي للسماح بمرور الكرسي المتحرك (حوالي 81 سم أو 32 بوصة).
3. على الأقل مرحاض (غرفة) في الطابق الرئيسي.

صممت هذه الميزات لتناسب احتياجات الشخص الذي يستخدم كرسيًا متحركًا أثناء الزيارة، لكنها مفيدة أيضًا للأشخاص الذين يعانون من إعاقات حركية أخرى. قد تنشئ الإعاقات المؤقتة الحاجة لسهولة الوصول؛ على سبيل المثال، قد يكسر أحد المقيمين ساقه ويحتاج إلى كرسي متحرك أو مشاية أو جهاز تنقل آخر لفترة طويلة.
- يتطلب العيش الدائم في المنزل مع إعاقة حركية كبيرة ميزتين أساسيتين إضافيتين في الطابق الرئيسي: حمام كامل وغرفة نوم (أو مساحة يمكن تحويلها إلى غرفة نوم).

- تشبه إمكانية الزيارة التصميم الشامل في مقصدها العام، ولكنها أكثر تركيزًا في النطاق، وأكثر تحديدًا في المعايير، وأكثر تأصيلًا في نية الإصلاح الاجتماعي.
- لا تعد أي من هذه جزءًا من معايير قابلية الزيارة.

توفر ميزات سهولة الوصول للأشخاص الذين يعانون من إعاقات حركية منازل قابلة للزيارة وذلك لزيارة الأصدقاء والعائلة الممتدة. حيث أن عدم وجود منازل قابلة للزيارة عادة ما يؤدي إلى الاضطرار إلى رفض الدعوات، أو عدم تلقي الدعوات على الإطلاق.
توفر هذه الميزات أيضًا أساسًا للوصول يسمح للأشخاص الذين أصبحوا معاقين حديثًا بالبقاء في منازلهم، بدلاً من إجبارهم على إجراء تجديدات مكلفة، أو الانتقال إلى منزل آخر، أو العيش في منزل غير قابل للوصول يعرض صحتهم وسلامتهم للخطر، أو الانتقال إلى دار رعاية.

## الأهداف المحددة
1. التركيز على المنازل ذات العائلة الفردية بدلاً من المباني العامة. الوصول إلى المباني العامة الجديدة، مثل المكاتب الحكومية والمطاعم، عادة ما يكون مطلوبًا بالفعل بموجب قوانين وطنية مختلفة، مثل قانون الأمريكيين ذوي الإعاقة لعام 1990 في الولايات المتحدة. خارج المملكة المتحدة، المنازل العائلية الفردية هي النوع الوحيد من المباني التي لا تزال تُبنى بشكل روتيني دون مراعاة سهولة الوصول.
2. كل منزل بدلاً من المنازل "الخاصة" فقط. فالقدرة على حضور الحفلات وزيارة العائلة أفضل من العزلة، أو خطر "المساعدة في الصعود على الدرج". الأشخاص الذين يستخدمون الكراسي المتحركة أو المشايات، أو يعانون من تصلب أو ضعف أو مشاكل في التوازن، يمنعون من الزيارة بسبب الدرج عند كل مدخل للمنزل.
3. تقليص التركيز على الميزات الأكثر أهمية، وهي:
  - دخول منزل
  - المرور عبر الأبواب الداخلية
  - والقدرة على استخدام المرحاض.

بينما توجد العديد من الميزات الممكنة أو المرغوبة، فإن إعطاء الأولوية فقط الميزات الأكثر أهمية للزيارة أو الإقامة في المنزل يزيد بشكل كبير من احتمال حدوث تغيير واسع في البناء.
يتجاوز الوصول الأساسي الزيارة. كما أنه يساعد الشخص من أي عمر الذي يعاني من إعاقة حركية مؤقتة أو دائمة. ففي غياب ميزات سهولة الوصول الأساسية، تفرض الهندسة المعمارية على الشخص اتخاذ خيارات شديدة الصعوبة:
- التجديدات باهظة الثمن، على افتراض أن التغييرات اللازمة ممكنة.
- عدم القدرة على الدخول أو الخروج من المنزل بشكل مستقل، أو استخدام الحمام على الإطلاق.
- الانتقال إلى منزل آخر أو إلى دار رعاية أو منشأة متخصصة أخرى.

يمكن أن تنطبق هذه المشكلات بنفس القدر على الشخص الذي يتعافى من عملية جراحية، أو على الشخص الذي يستخدم كرسيًا متحركًا منذ عقود.

## قضايا البناء الجديدة
إن إنشاء المداخل بدون درج في المنازل الجديدة يكون دائمًا أمرًا سهلاً تقريبًا، سواء كانت التضاريس مسطحة أو جبلية. يمكن بناء المدخل في الأمام أو الجانب أو الخلف، حيثما كان ذلك أكثر ملاءمة للطبوغرافيا. يمكن أن يكون الممر أو الرصيف أداة للوصول إلى أفضل مدخل. يمكن استخدام الشرفات والأسطح لدمج سهولة الوصول، غالبًا بطريقة ليست واضحة مثل العديد من المنحدرات. فالمفتاح لإمكانية الوصول هو تضمين الوصول في مرحلة التخطيط.
في المباني الجديدة، يمكن عادةً تصميم مدخل بدون درجات دون الحاجة إلى منحدر واضح، أي دون الحاجة إلى هيكل بزاوية 90 درجة وقضبان جانبية. في معظم الحالات، يمكن أن يؤدي تنسيق الأرض والتسوية إلى عدم الحاجة إلى منحدر. من خلال تسوية الأرض بعناية بحيث يلتقي الرصيف بالشرفة بسلاسة، يمكن إنشاء مدخل يسهل الوصول إليه دون أي تعديلات ظاهرة.
إن تحديد موقع المنزل بشكل صحيح على الأرض هو الخطوة الأولى. ومن ثم فإن التدرج وتنسيق المناظر الطبيعية مع مراعاة سهولة الوصول يجعل إنشاء مدخل بدون درج أمرًا سهلاً للغاية.

## تاريخ
في الولايات المتحدة، بدأت حركة قابلية الزيارة من قبل نشطاء القاعدة الشعبية بقيادة إليانور سميث في منظمة تسمى Concrete Change. هي التي ابتكرت وطورت المفهوم في عام 1986، في ذلك الوقت باستخدام مصطلح “الوصول الأساسي إلى المنزل”. في عام 1990، عندما علم النشطاء الأمريكيون أن مصطلح “قابلية الزيارة” كان يستخدم في المملكة المتحدة لمفهوم مشابه، اعتمدوا المصطلح للتأكيد على أن الهدف ليس “مزيد من المنازل لذوي الإعاقة” التقليدي، بل تغيير في إجراءات بناء المنازل القياسية.
أصبح فرع أتلانتا من منظمة Habitat for Humanity أول منظمة تلتزم بتجاوز الوصول في المنازل التي تحتوي على أفراد من ذوي الإعاقة. من خلال تضمين هذه الميزات الأساسية للوصول في كل منزل يتم بناؤه، يساهم التزامهم في حي شامل للأشخاص ذوي الإعاقة. تستمر Concrete Change في النمو من حيث عدد المشاركين وعدد المنازل المفتوحة في السوق التي تم بناؤها بالميزات الأساسية.
في عام 2017، تقاعدت إليانور سميث من Concrete Change. وافق المجلس الوطني للعيش المستقل على نقل جميع بياناتها من موقع Concrete Change إلى موقع جديد، www.visitability.org .
طبقت المملكة المتحدة التطبيق القانوني الأكثر انتشارًا للمفهوم حتى الآن. في عام 1999، أقر البرلمان “القسم M”، وهو تعديل على لوائح بناء المساكن يتطلب الوصول الأساسي في جميع المنازل الجديدة. 
يؤكد النشطاء أن الأساس الفلسفي لقابلية الزيارة لا يقل أهمية عن قائمة الميزات. يؤكدون أن بناء المنازل بدرج عند جميع المداخل وأبواب داخلية ضيقة هو انتهاك غير مقبول لحقوق الإنسان، نظرا للتأثيرات القاسية التي تخلفها الحواجز على حياة الكثير من الناس: ظروف معيشية غير آمنة جسديا، والعزلة الاجتماعية، والاحتجاز المؤسسي القسري.

## الفوائد
- يمكن لسكان المجتمع الترحيب بالضيوف الذين يستخدمون الكراسي المتحركة أو العكازات أو العصي أو المشايات (إطارات المشي)، أو الذين يعانون من بعض إعاقات الحركة الأخرى مثل التصلب أو الضعف أو ضعف التوازن. عندما تكون إمكانية الزيارة متاحة، فإن الأشخاص ذوي القدرة المحدودة على الحركة لا يصبحون معزولين اجتماعياً بسبب الهندسة المعمارية.
- يمكن أن يصاب أحد أفراد الأسرة بالإعاقة بسبب المرض أو الحادث أو الشيخوخة. ومن المرجح أن يتمكن الشخص وأسرته من البقاء في منزلهم الحالي. يمكن أن تكون البدائل جذرية مثل:
  - تجديد كبير ومكلف؛
  - بيع المنزل لشراء منزل آخر، والذي قد يحتاج أيضًا إلى بعض التعديلات لسهولة الوصول إليه؛
  - بناء منزل جديد
  - نقل هذا الفرد من عائلتك إلى دار رعاية المسنين.
- يجد جميع السكان أنه من الأسهل إحضار عربات الأطفال أو عربات البقالة أو الأثاث الثقيل.
- تعمل المنازل القابلة للزيارة على تعزيز البيع وإعادة البيع في عصر يتزايد فيه عدد ونسبة كبار السن بسرعة. ينجذب المشترون الأصحاء إلى المنازل ذات التصميم الجيد التي ترحب بأقاربهم وأصدقائهم المسنين وتوفر لهم وسائل الراحة وسهولة الاستخدام.
- قد تتطلب الإعاقات المؤقتة، مثل كسر في الساق، أو إجراء عملية جراحية، وما إلى ذلك، استخدام كرسي متحرك أو أي جهاز تنقل آخر أثناء فترة التعافي/إعادة التأهيل. يمكن أن يشكل هذا مشكلة كبيرة في معظم المنازل القائمة التي تفتقر إلى ميزات إمكانية الوصول الأساسية هذه، مما يضطر الشخص في بعض الحالات إلى الخروج من منزله أثناء فترة التعافي.
- إن تكاليف ميزات إمكانية الزيارة قليلة مقدمًا - على عكس التكلفة الأعلى بكثير بعد ذلك لتوسيع الأبواب، أو إضافة المنحدرات أو المصاعد الكهربائية للشرفات، وغير ذلك من أعمال إعادة التصميم.
- وبالإضافة إلى حقوق الإنسان، يشير النشطاء المدافعون إلى الآثار الاقتصادية المترتبة على إمكانية الزيارة. تشير الأبحاث التي أجرتها الجمعية الوطنية لبناة المنازل إلى أنه بحلول عام 2010، سيكون نصف المنازل في الولايات المتحدة الأمريكية مملوكة لأشخاص يبلغون من العمر 55 عامًا أو أكثر.[2] تتجاوز تكاليف دار التمريض في المتوسط 60 ألف دولار سنويًا لكل مقيم،[3] في حين يتم دفع ما يقرب من 70% من تكاليف دار التمريض من الأموال العامة.[4] إن البقاء خارج المؤسسات لأطول فترة ممكنة هو رغبة قوية لدى معظم الناس، كما أنه مفيد مالياً للأفراد والأسر والمجتمع.

### العيوب
- إن اعتماد قابلية الزيارة على نطاق واسع من المساكن المشيدة حديثًا قد يؤدي إلى بيئة مبنية تعتبر معقمة ومنفصلة عن الممارسات الإقليمية والتقليدية.
  - يمكن التغلب على هذه المشكلة بسهولة من خلال دمج ميزات الرؤية في التصميمات التقليدية وليس محاولة جعلها تصميمًا تقليديًا.

## اعتماد قوانين إمكانية الزيارة
من الصعب أن نتتبع بشكل قاطع مدى اعتماد قابلية الزيارة في جميع أنحاء العالم. هناك مجموعة من اللوائح القانونية وبرامج الحوافز والبرامج التطوعية. لا يستخدم مصطلح "قابلية الزيارة" في جميع الجهود الدولية. ومن بين العوامل الأخرى التي تؤدي إلى تعقيد البحث هناك عدم وجود منظمة مكلفة بمراقبة قوانين إمكانية الزيارة، والقوانين والأنظمة التي لا تحدد في كثير من الأحيان الوكالة المسؤولة عن التنفيذ.
أصدر معهد السياسات العامة التابع للرابطة الأميركية للمتقاعدين تقريراً بعنوان "زيادة إمكانية الوصول إلى المنازل: التصميم من أجل إمكانية الزيارة". تحتوي الصفحة 32 منه على ملخص للجهود الأميركية.
في الولايات المتحدة، مررت بنجاح تشريعات بشأن إمكانية الزيارة في العديد من المناطق، بما في ذلك أتلانتا، جورجيا؛ مقاطعة بيما، أريزونا؛ بولينجبروك، إلينوي؛ سان أنطونيو، تكساس؛ وولاية كاليفورنيا.  اعتبارًا من يونيو 2006، كان لدى 46 بلدية محلية وولائية برامج مؤكدة لجذب الزوار؛ وفي حين أن 25 من هذه البرامج هي قوانين إلزامية، فإن البرامج الـ 21 الأخرى هي مبادرات تطوعية (أي الحوافز النقدية والضريبية للمطورين والمستهلكين، وحملات التوعية للمستهلكين، وبرامج الشهادات).
بالإضافة إلى ذلك، توجد العديد من الجهود لإنشاء برامج لجذب الزوار في ولايات ومقاطعات ومدن أخرى في جميع أنحاء البلاد. وحدد البحث 30 مبادرة أخرى قيد التنفيذ حالياً. تتراوح هذه المجموعات من مجموعات منظمة من الأفراد الذين لديهم اهتمام واضح ببدء برنامج قابلية الزيارة إلى المواقع التي وصلت إلى المراحل النهائية من تطوير البرنامج. 
يحتوي موقع الموارد على معلومات إضافية ومقطع فيديو يشرح موضوع إمكانية الزيارة وروابط لمواقع ويب أخرى توضح إمكانية الزيارة.

## في الدول العربية
في الدول العربية يعنى مفهوم إمكانية الزيارة (visitability) بتوفير بيئة ملائمة وسهلة الوصول للأشخاص ذوي الإعاقة، مما يتيح لهم زيارة الأماكن العامة والخاصة دون عوائق.
تتفاوت مستويات إمكانية الزيارة بين الدول العربية، حيث تختلف التشريعات المتعلقة بإمكانية الزيارة من دولة إلى أخرى. بعض الدول، مثل الإمارات العربية المتحدة، اتخذت خطوات مهمة في هذا المجال من خلال وضع قوانين ومعايير ملزمة لتوفير بيئات ملائمة للأشخاص ذوي الإعاقة. على سبيل المثال، دبي أطلقت مبادرة "دبي مدينة صديقة لذوي الإعاقة" التي تهدف إلى جعل المدينة أكثر شمولية.
كما تعد البنية التحتية من أهم العوامل التي تؤثر على إمكانية الزيارة. ففي بعض الدول، مثل السعودية وقطر، طُوِّرت بنية تحتية حديثة تأخذ في الاعتبار احتياجات الأشخاص ذوي الإعاقة، مثل توفير مداخل ومخارج ملائمة، ومصاعد، ومرافق صحية مخصصة.
وفي المملكة المغربية أُطْلِق برنامج "مدن ولوجة" وهو مبادرة حكومية تهدف إلى تحسين إمكانية الوصول للأشخاص ذوي الإعاقة في المدن المغربية. وُضِع هذا البرنامج من قبل وزارة التضامن والإدماج الاجتماعي والأسرة، ويهدف إلى توفير بيئات ملائمة وشاملة للأشخاص ذوي الإعاقة من خلال تحسين البنية التحتية وتطبيق معايير الولوجيات في مختلف المجالات.
ويلعب الوعي المجتمعي دورًا كبيرًا في تحسين إمكانية الزيارة. ففي بعض الدول، هناك جهود متزايدة لزيادة الوعي حول حقوق الأشخاص ذوي الإعاقة وأهمية توفير بيئات ملائمة لهم. على سبيل المثال، في الأردن، تقوم منظمات المجتمع المدني بحملات توعية بأهمية توفير إمكانية الزيارة لذوي الاحتياجات الخاصة.